# マールイ劇場 (帝室劇場、モスクワ)
マールイ劇場（マールイげきじょう）とは、1824年創立のモスクワに建てられた劇場である。マールイ劇場と単に呼ぶ際は、この項のマールイ劇場を指すと言える。

## 概要
1803年アレクサンドル一世の時代、帝室劇場の演劇部門と音楽部門が分化をする（サンクトペテルブルクでオペラ団を率いていたカテリノ・カヴォスの考え）。モスクワでは1824年に劇場が出来て分化、マールイとボリジョイ劇場となる。この頃の帝室劇場はマールイ、ボリジョイ、マリインスキー、アレクサンドリンスキー、エルミタージュ、ボリジョイ・カーメンヌイがあった。俳優のミハイル・シェープキンなどが活躍した。シェープキンは1824年のマールイ劇場のこけら落としに参加し、以後40年間出演。マールイ劇場はシチェープキンの家と呼ばれた。
19世紀後半、マールイ劇場はシュームスキー、サドーフスキー、フェドートヴァ、マリヤ・エルモーロワなどの役者によって古典的伝統スタイルを確立。

## 日本との関係
2012年9月14日に愛媛県東温市の坊ちゃん劇場制作の『誓いのコイン~ロシア兵をもてなした松山~』 が当劇場で上演。日本のミュージカル界の中で初めてロシア政府に招聘された公演となる。